# Kiel-Schilksee

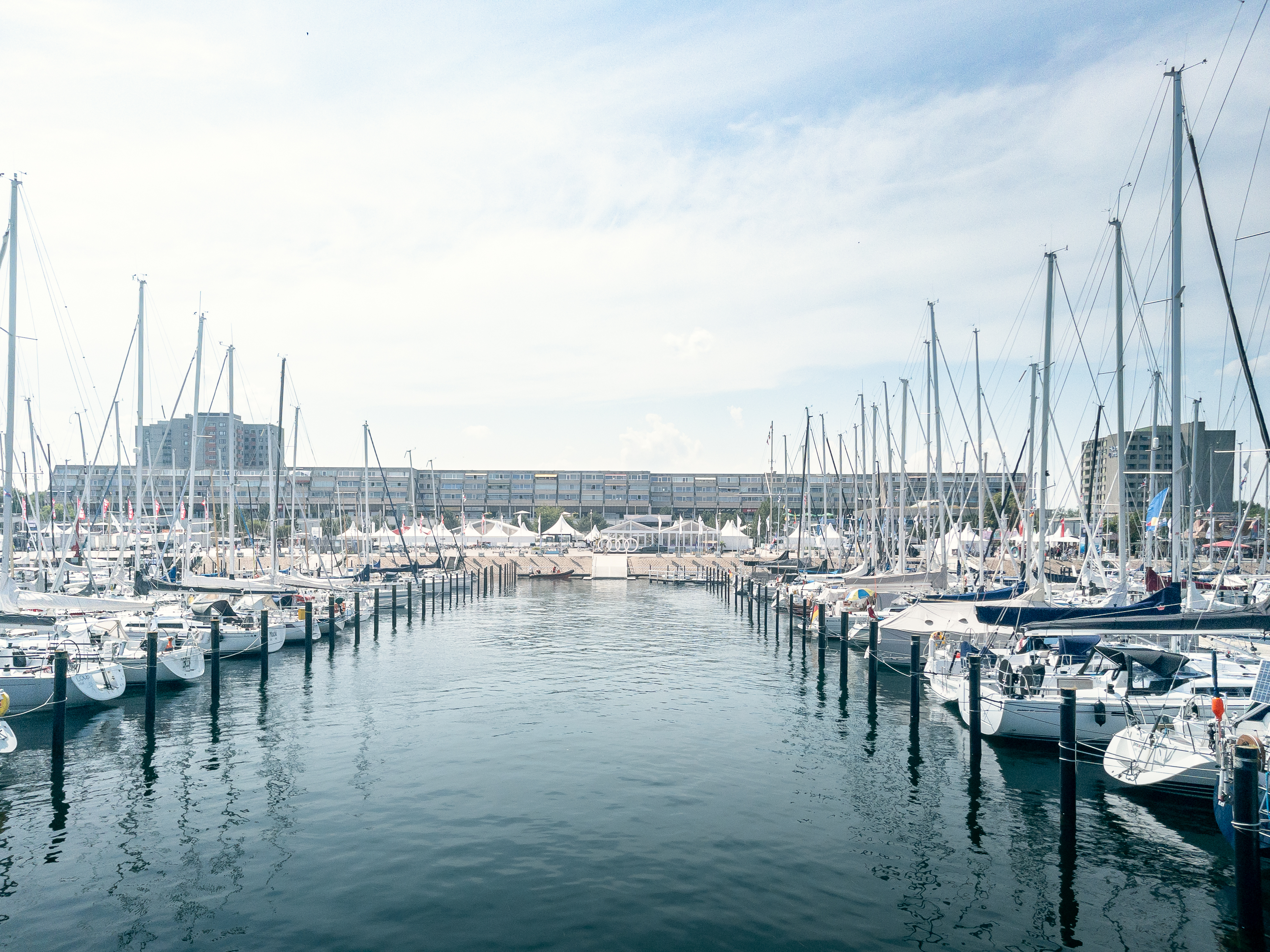
Olympiahafen Schilksee

Schilksee (dänisch: Schilksø) ist ein 1959 eingemeindeter Stadtteil von Kiel. Er liegt im Norden der Stadt an der Kieler Förde auf der Halbinsel Dänischer Wohld und ist zudem der einzige Ort, an dem Kiel an die offene Ostsee grenzt. Bekannt wurde Kiel-Schilksee als Austragungsort der Segelwettbewerbe zu den Olympischen Spielen 1972 und das dazu errichtete Olympiazentrum Schilksee.

## Geschichte
Die erste Nennung Schilksees geht auf den hier damals lebenden Adligen Thimmo de Skildekesse zurück. 1274 erschien dies im Kieler Stadtbuch, das – auf Pergament geschrieben – noch heute im Stadtarchiv vorhanden ist. Seit 1575 gehörte das Bauerndorf Schilksee zum Gutsbezirk Seekamp. 1791 erfolgte die Aufhebung der Leibeigenschaft, Seekamp wurde zu einem Parzellenhof zurückgestuft, Stift zum Hauptsitz des lange bestehenden Gutsbezirkes Stift-Seekamp.
Da Schilksee nördlich der Levensau lag, gehörte es im Unterschied zu Kiel weder zum Heiligen Römischen Reich noch zum Deutschen Bund, sondern zum Herzogtum Schleswig und somit zu Dänemark. Erst 1876, wenige Jahre nach der Annexion des Herzogtums Schleswig, wurde Schilksee preußische Landgemeinde. Bis zur zweiten Hälfte des 19. Jahrhunderts gab es in Schilksee nur Landwirtschaft auf sechs Halbhufen und vier Parzellenhöfen. Seit der zweiten Hälfte des 19. Jahrhunderts leben und arbeiten ständig Künstler auf dem ehemaligen Gut Seekamp, zunächst Hans Olde der Ältere, ein Mitbegründer der klassischen Moderne und Freilichtmalerei in Deutschland, sowie sein gleichnamiger Sohn. 1927 fand hier unter Beteiligung von verschiedenen Künstlern die Kinderrepublik Seekamp statt.
Seit den 1890er Jahren entwickelte sich in Schilksee ein reger Fremdenverkehr mit Strandleben, gefolgt vom Segelsport, der sich nach 1950 hier richtig etablierte und seit 1972 dominierend im Stadtteil ist. Damals fanden hier anlässlich der Olympischen Sommerspiele die Segelregatten statt, für die das Olympiazentrum Schilksee gebaut wurde. Dabei wurde auch ein großer Segelhafen angelegt, der bis heute insbesondere zur Kieler Woche genutzt wird.
Ein Intermezzo war die Arbeit der überwiegend aus Sønderjylland zugewanderten Fischer, die den 1920 frei gewordenen Marinehafen in Beschlag nahmen und 1939 von der Marine wieder vertrieben wurden. Zum 1. April 1959 gab Schilksee seine Selbständigkeit auf und wurde Stadtteil von Kiel mit eigenem Ortsbeirat.
Nach dem Krieg lebte und wirkte Till de Kock in Schilksee, einer der für die Welt des Puppentheaters bedeutsamsten Holzbildhauer Deutschlands. Bemerkenswert ist auch der Skulpturenpark Seekamp, Werk des Bildhauers Hans Kock, der hier gelebt hat.

## Steilküste
Östlich der Wohnsiedlung Schilksee-Süd gibt es ein 650 m langes Stück Steilküste. Seit den ersten Messungen von 1878 wurden 50 bis 100 cm Abbruch pro Jahr gemessen.
Auf Höhe Fallreep 51 wurde von 1991 bis 2020 ein Abbruch von 23,10 m amtlich festgestellt, womit bei gleich bleibender Geschwindigkeit von 0,82 m pro Jahr die verbliebenen 55 m bis zur Grundstücksgrenze in 67 Jahren erreicht werden. Von 1965 bis 2005 waren es hier 35 Meter, also 0,88 m pro Jahr.
Das vom Meer weggerissene Material wird am Falckensteiner Strand wieder angeschwemmt und vergrößert dort Strand und vorgelagerte Sandbänke. Der Wanderweg oberhalb der Steilküste wurde bereits mehrfach landeinwärts verlagert, beispielsweise 2005, 2010 nach erheblichen Küstenabbrüchen durch das Sturmtief Daisy, abermals 2020.
Bis 1999 gab es gleichzeitig drei Treppen, die hier den Zugang zum Strand erschlossen.
Die Treppe Jakobsleiter wurde 1999 abgebrochen, ca. 2010, zumindest vor 2014 wurde eine neue Metalltreppe in Verlängerung der Straße Reling errichtet. An dieser Stelle ist das Ufer von 1991 bis 2020 um 16,1 m zurückgegangen und noch 100 m von der Bebauung entfernt. Bei weiteren Abbrüchen wird diese Treppe durch eine Brücke zum Ufer verlängert.

Die Holztreppe Funkstellenweg war 2005 noch intakt, sie wurde 2010 abgebrochen.

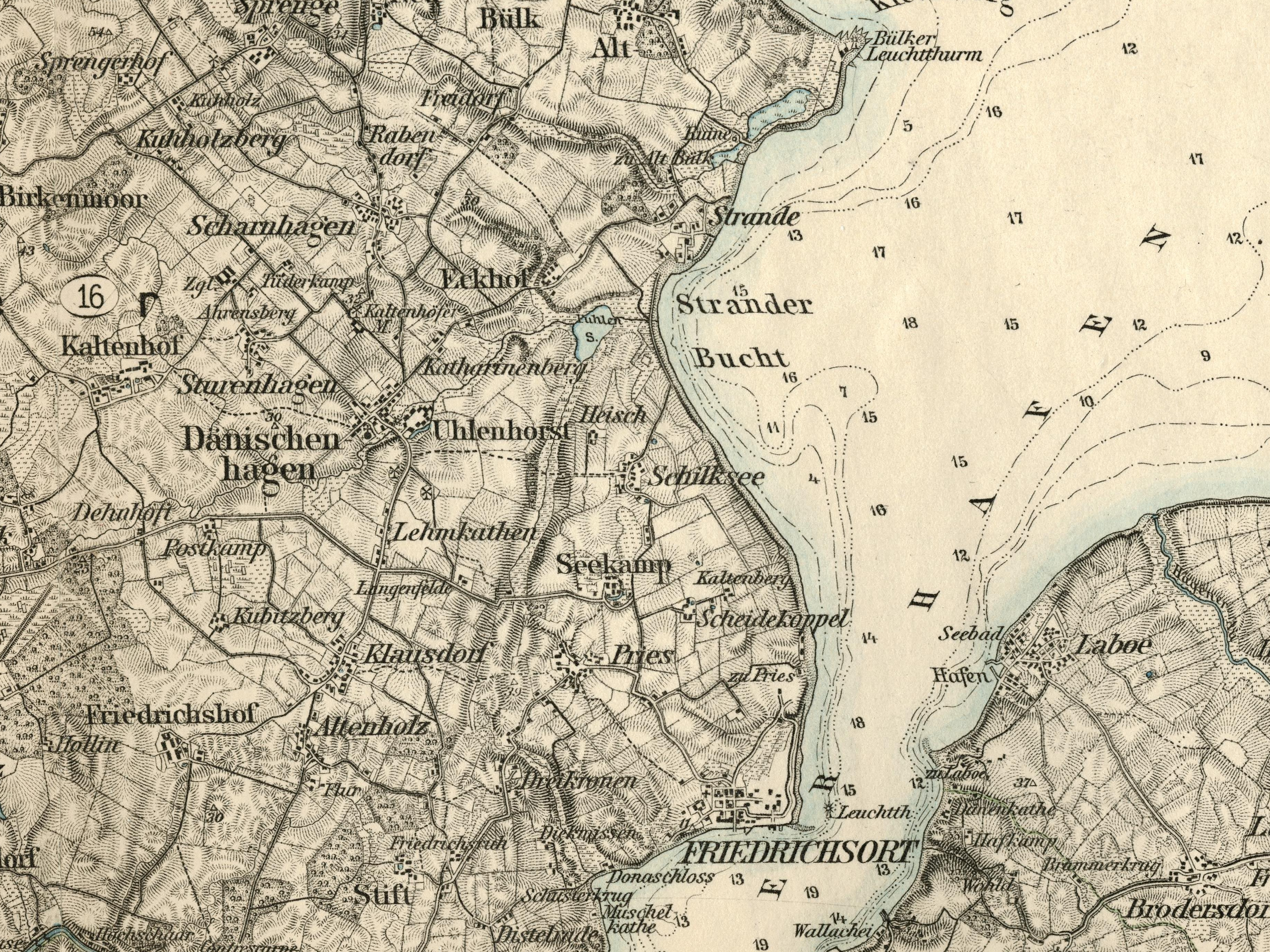
Karte von Schilksee und Umgebung 1880

Die Treppe Süd in der Verlängerung Windjammer im Wald Stubbek Höhe Pumpstation wurde 2005 stark beschädigt und deswegen eine Zeit lang gesperrt, wieder in Stand gesetzt, 2010 eine Zeit lang gesperrt und vor 2020 abgebrochen. Von 1991 bis 2020 ist die Küste an dieser Stelle um 7,3 m zurückgegangen.

## Rettungsstation der DGzRS
Seit 1972 ist die Deutsche Gesellschaft zur Rettung Schiffbrüchiger mit einer Rettungsstation im Olympiazentrum Schilksee präsent. Für die freiwilligen Helfer hat die Gesellschaft im Sportboothafen ein Seenotrettungsboot stationiert.

## Bilder

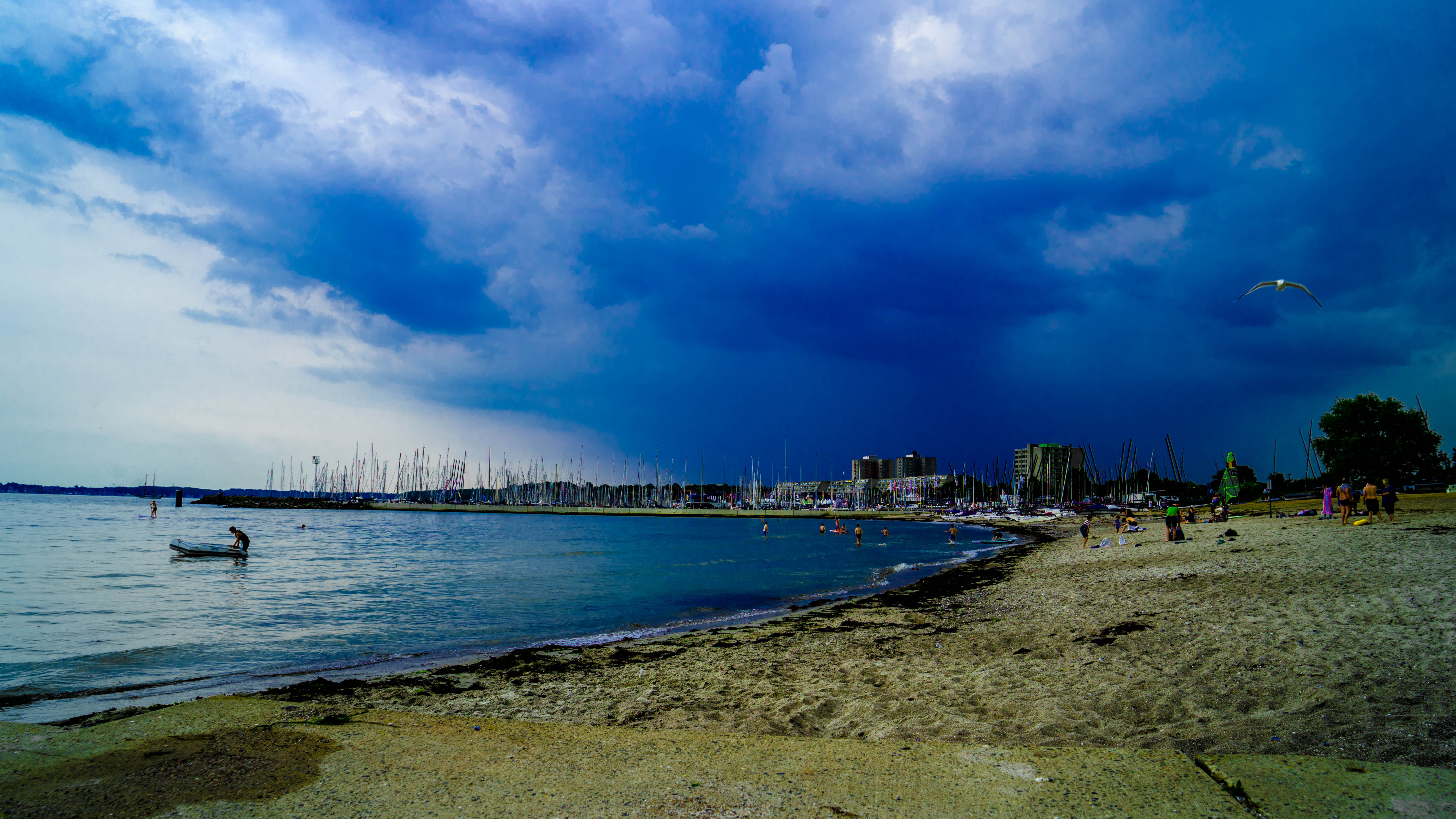
Strand zwischen Schilksee und Strande
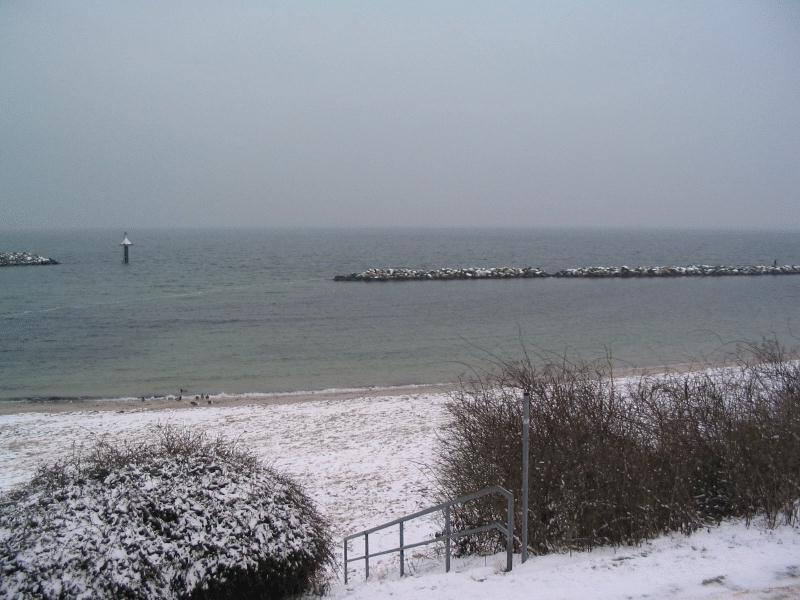
Kiel-Schilksee – Blick auf die Kieler Förde
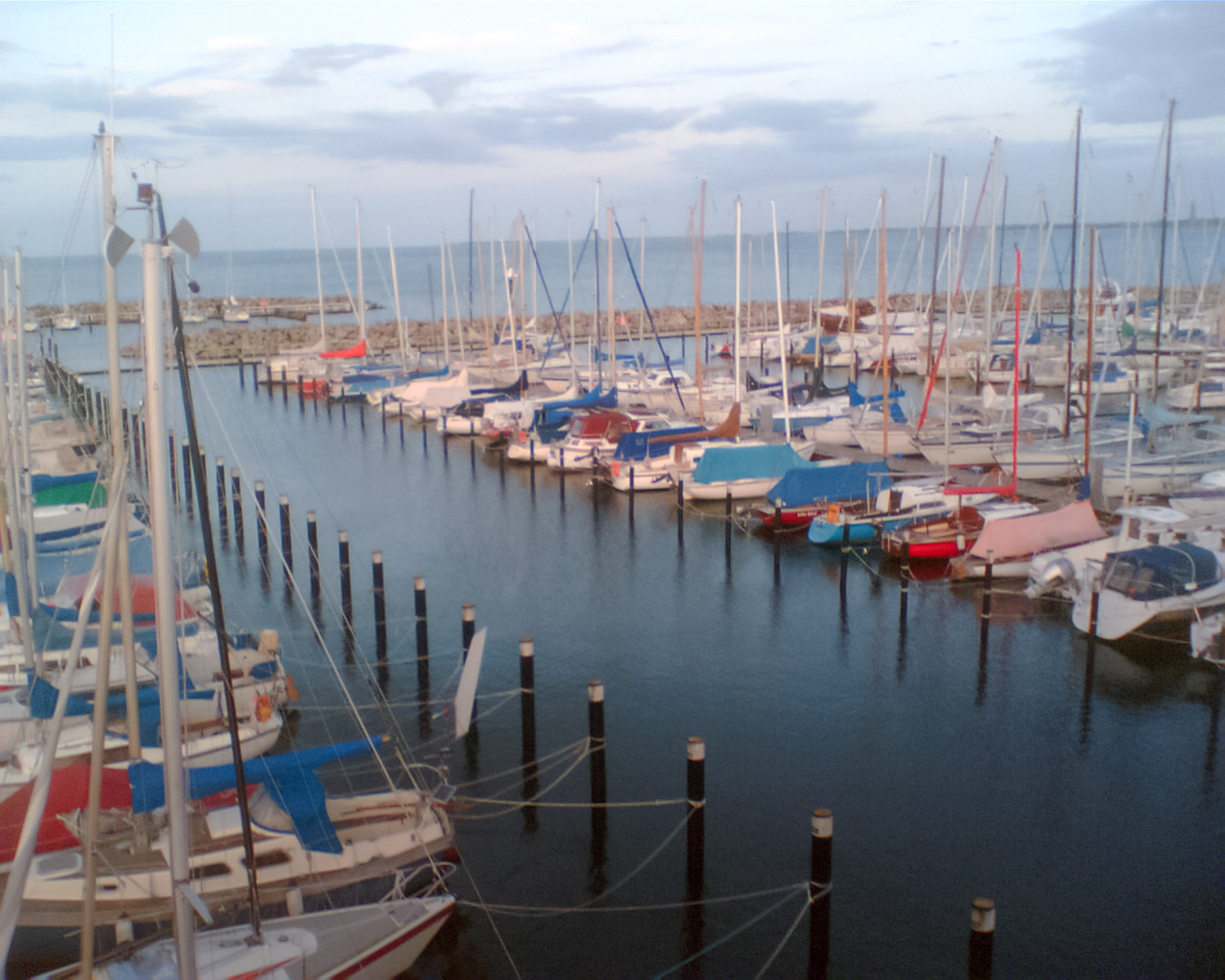
Segelhafen des Olympiazentrums
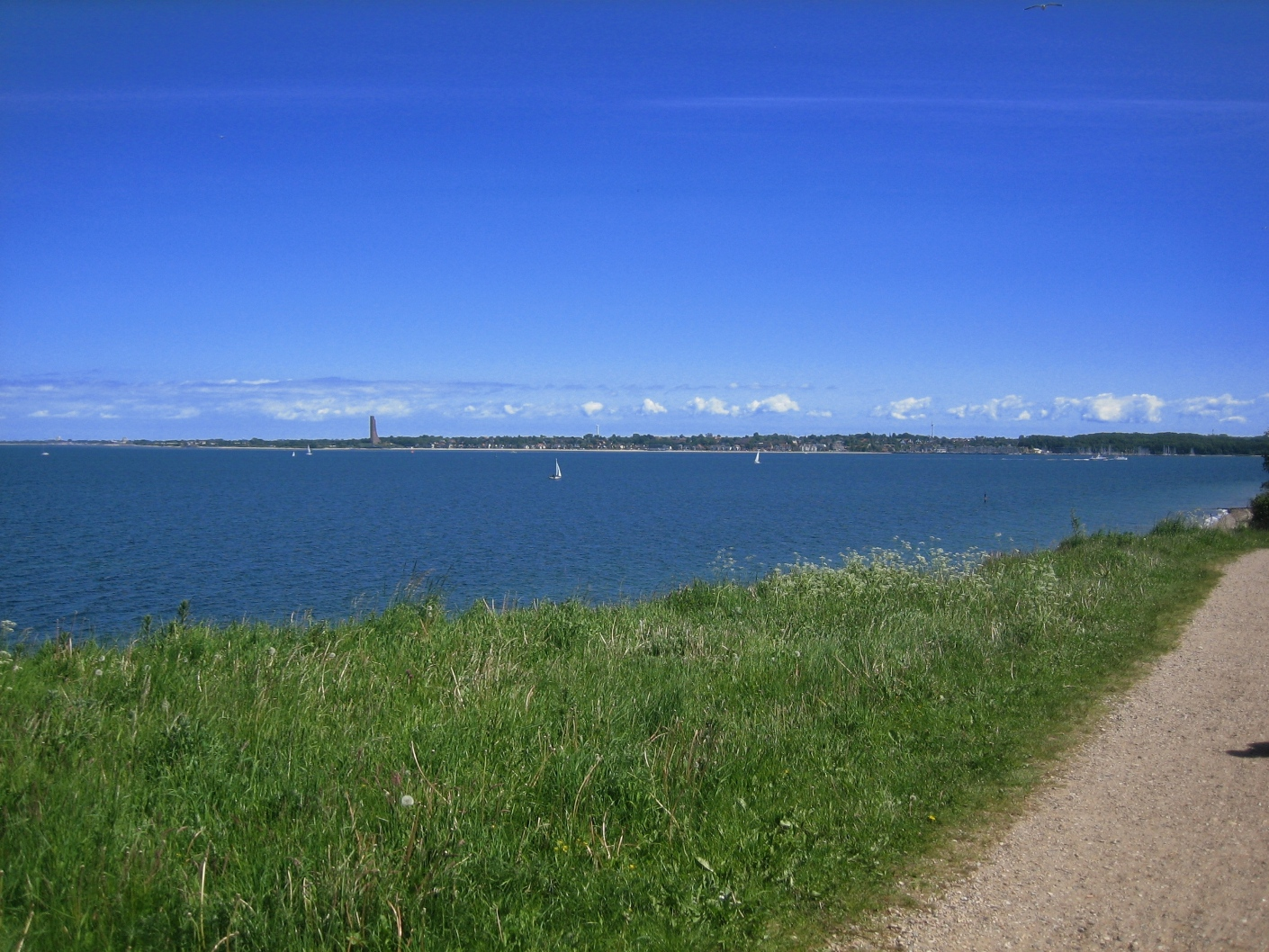
Blick über die Förde von Schilksee aus, im Hintergrund Laboe